# La Tour sombre
Pour les articles homonymes, voir La Tour sombre (homonymie).
La Tour sombre (titre original : The Dark Tower) est une série de huit romans de l'écrivain américain Stephen King.
Écrite sur une période de trente ans et inspirée par un poème de Robert Browning, « Le chevalier Roland s'en vint à la Tour noire » (dont le texte a été inclus dans les appendices du dernier volume), cette œuvre — difficile à classer car elle incorpore des éléments de la fantasy, de l'horreur, de la science-fiction et du western — retrace la longue quête de la mythique Tour sombre par le pistolero Roland de Gilead et ses compagnons.
On peut trouver dans les autres œuvres de l'écrivain de nombreuses références à cette saga, que Stephen King a qualifiée de « Jupiter du système solaire de [son] imagination ». En 2010, plus de 30 millions d'exemplaires en ont été vendus dans quarante pays.

## Résumé
Roland est le dernier pistolero encore vivant de la contrée de Gilead, aujourd'hui disparue. Son monde, semblable à la Terre par certaines similarités culturelles ou certains vestiges technologiques, est proche du Far West américain du XIXe siècle, mais la magie y est également présente. Au départ à la poursuite d'un mystérieux homme en noir, Roland va par la suite partir en quête de la Tour sombre, un endroit fabuleux censé être le pivot de tous les mondes possibles. Trouver cette Tour dans le but de guérir son monde à l'agonie va tourner à l'obsession pour le pistolero, qui va également devoir trouver des compagnons de route pour l'épauler durant ce long périple à travers différents mondes.
Pour un synopsis, se reporter aux articles référents à chaque volume de la série.

## Genèse du roman

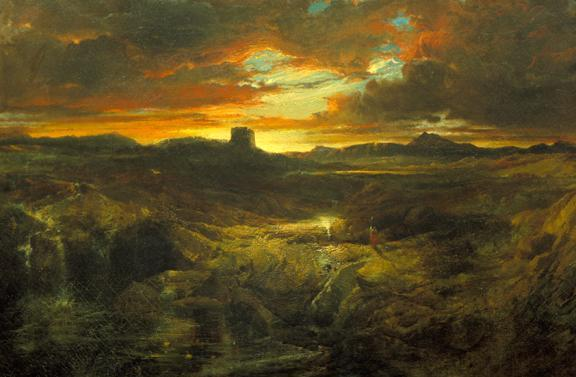
Le chevalier Roland s'en vint à la Tour noire, peinture de Thomas Moran (1859).

En mars 1970, Stephen King entame l'écriture du premier volume, Le Pistolero, alors qu'il effectue son dernier semestre à l'université du Maine. Il écrit ainsi Le Pistolero et Le Relais, les deux premiers des cinq récits composant ce livre, avant de poursuivre avec L'Oracle et les Montagnes alors que la rédaction de Salem connaît une pause, puis Les Lents Mutants juste après avoir terminé Shining, et enfin Le Pistolero et l'Homme en noir en 1980. Ces cinq récits sont publiés dans The Magazine of Fantasy & Science Fiction entre 1978 et 1981 avant d'être rassemblés en un seul livre en 1982. L'idée vient à King lors d'un dîner universitaire au cours duquel le petit éditeur Donald M. Grant lui demande s'il aurait un livre pouvant être publié chez sa maison d'édition. King pense alors à cette histoire très éloignée du genre horrifique qui a fait sa renommée et la propose à Grant.
Le Pistolero est donc publié dans une édition limitée à 10 000 exemplaires qui est rapidement épuisée. Lors de la parution de Simetierre en 1983, les nombreux fans de King découvrent avec surprise le Pistolero dans la bibliographie de King présente en début d'ouvrage et inondent King et ses éditeurs de courrier pour savoir comment se procurer ce livre qu'ils ne connaissent pas, d'autant que les librairies sont elles-mêmes incapables de les renseigner. King accepte alors avec réticence d'autoriser une nouvelle édition de 10 000 exemplaires, qui est épuisée aussi vite que la première. La pression des fans s'accentue et King, bien que très réfractaire à l'idée de publier pour le grand public le premier tome d'un cycle qu'il n'est pas sûr de terminer un jour, finit par y céder, le Pistolero étant publié en édition de poche en septembre 1988.
Depuis l'âge de 19 ans, Stephen King avait pour ambition d'écrire une épopée comme J.R.R. Tolkien l'avait fait avec son Seigneur des anneaux. Fasciné par cette histoire, il ne voulait pas se lancer trop tôt dans l'écriture, par crainte de plagier ce dernier. Le facteur déterminant vint de l'étude du poème de Robert Browning : L'écuyer Roland à la Tour noire s'en est venu. De là lui vient l'idée du pistolero et de sa quête de la Tour sombre. Du propre aveu de Stephen King, dans l'avant-propos de la dernière édition du premier tome du cycle, Le Pistolero, son œuvre a certes été inspirée par Le Seigneur des anneaux et la légende arthurienne, mais le déclic a été le visionnage au cinéma du célèbre western Le Bon, la Brute et le Truand, le personnage interprété par Clint Eastwood dans ce film ayant inspiré directement celui de Roland de Gilead.
Tout au long de l'histoire, plusieurs références sont faites à d'autres romans du même auteur : Salem, Le Fléau, Insomnie, Le Talisman, Désolation et Cœurs perdus en Atlantide. Certains des personnages qui y apparaissent se situent au cœur même du récit de La Tour sombre. On retrouve la nostalgie habituelle de Stephen King pour l'Amérique de son enfance, sa musique et ses références socio-culturelles. Parmi les nombreux renvois à d'autres œuvres, on peut citer, parmi tant d'autres, Le Magicien d'Oz, Alice au pays des merveilles ou encore Le Seigneur des anneaux. Les Loups de la Calla contient même plusieurs allusions explicites à Star Wars, Harry Potter et aux comics.
En 2002, dans son recueil de nouvelles Tout est fatal, King intègre Les Petites Sœurs d'Éluria, mettant en scène une aventure de Roland de Gilead se déroulant avant le premier volume de la série, ainsi que la nouvelle éponyme Tout est fatal, sur les origines et les pouvoirs du personnage Dinky, membre du ka-tet de Ted Brautigan, avant son entrée dans l'épopée, vers le milieu du septième volume La Tour sombre.
Le cycle monumental a été achevé en 2004, mettant fin à environ 4 000 pages de récit, d'une manière suscitant la controverse parmi les fans. L'auteur confie qu'il n'a pas toujours su s'il l'achèverait jamais. Cependant, un grave accident de voiture survenu en 1999 au cours duquel il a frôlé la mort, et qui inspirera des évènements dans le récit lui-même, semble l'avoir convaincu de mener à son terme cette histoire, probablement la plus énigmatique de ses œuvres.
Concordance, un guide officiel du cycle en deux tomes, réunit des appendices autour de l'œuvre de King et mentionne les modifications apportées aux quatre premiers tomes avant leurs rééditions (notamment des ajouts et corrections au premier, Le Pistolero). Ce volume est surtout conseillé aux premiers lecteurs, ceux ayant découvert les aventures de Roland le pistolero et son Ka-Tet (une communauté réunie par le destin vers un objectif impérieux) dans les éditions initiales.
Un nouveau roman se déroulant dans l'univers de La Tour sombre et se nommant La Clé des vents est sorti le 24 avril 2012 aux États-Unis puis le 13 juin 2012 en France. Les évènements décrits prennent place entre Magie et Cristal et Les Loups de la Calla.

## Volumes
1. Le Pistolero, 1991 ((en) The Gunslinger, 1982)
2. Les Trois Cartes, 1991 ((en) The Drawing of the Three, 1987)
3. Terres perdues, 1992 ((en) The Waste Lands, 1991)
4. Magie et Cristal, 1998 ((en) Wizard and Glass, 1997)
5. Les Loups de la Calla, 2004 ((en) Wolves of the Calla, 2003)
6. Le Chant de Susannah, 2005 ((en) Song of Susannah, 2004)
7. La Tour sombre, 2005 ((en) The Dark Tower, 2004)
8. La Clé des vents, 2012 ((en) The Wind Through the Keyhole, 2012)

## Personnages

### Héros et alliés

#### Le Ka-tet
Roland Deschain, le personnage principal, est un homme solitaire et obsédé par sa quête. Manquant d'humour et d'imagination mais très perceptif et ayant un grand esprit pratique, sa maîtrise et sa rapidité au revolver sont sans équivalent.
Eddie Dean, ancien héroïnomane de New York, est un jeune homme intuitif possédant un grand sens de l'humour. Roland le considère comme son second ainsi que son meilleur ami même si leurs personnalités très différentes les font souvent entrer en conflit. Eddie est le « double » de Cuthbert Allgood, et est souvent considéré par Roland comme le « ka-mai », le fou du ka.
Susannah Dean, l'épouse d'Eddie, est une afro-américaine dont les deux jambes ont été coupées en dessous des genoux. Plusieurs traumatismes dus à Jack Mort ont fait de Susannah Dean une femme souffrant d'un trouble dissociatif de l'identité : sa personnalité est divisée entre Odetta Holmes, femme riche, éduquée et engagée dans des mouvements activistes pour l'égalité des afro-américains, et Detta Walker, vulgaire, haïssant les Blancs et extrêmement violente. Roland et Eddie mettront ces deux personnalités face-à-face dans le 2e tome, et de l'acceptation de cette dualité naîtra Susannah.
Jake Chambers, jeune garçon de onze ans que Roland considère comme son propre fils. Il voue une admiration sans bornes au pistolero et est très intelligent pour son âge. Jake est doté du « shining », don mélangeant la télépathie et l'empathie, ce qui lui permet aussi bien d'avoir des prémonitions que de lire dans les pensées. Tout comme Eddie rappelle Cuthbert à Roland, Jake ressemble à Alain Johns, un autre membre de l'ancien Ka-tet du Pistolero (cependant, Roland reconnaît à plusieurs reprises que Jake est plus fort que son ancien ami au shining).
Ote, animal de compagnie adopté par Jake, est un bafou-bafouilleux, sorte de mélange entre un chien et un raton laveur. Il possède une capacité limitée de parole, peut compter le nombre de personnes dans une pièce et est d'une grande fidélité.

#### Alliés
Donald Callahan, qui apparaît aussi dans Salem, est le prêtre de la Calla. Il possède la faculté de repérer les vampires à leur aura depuis que le vampire Barlow, installé à Salem, l'a forcé à boire son sang. Callahan a également parcouru les autoroutes « occultes » de l'Amérique, lui permettant de voyager à travers de multiples versions de l'Amérique.
Aaron Deepneau, ancien avocat et ami de Calvin Tower qui le pousse à agir courageusement et à faire confiance à Roland. C'est lui qui rédige l'acte de cession du terrain situé entre la 46e rue et la 2de avenue à la Tet Corporation, dont il sera l'un des pères fondateurs, ainsi que l'un des 3 membres du ka-tet de la rose.
Calvin Tower, libraire et propriétaire d'un terrain très convoité de New York, méfiant, avide, radin et obstiné.
Ted Brautigan, que l'on retrouve dans Cœurs perdus en Atlantide, est un « briseur de rayons » aux grandes facultés psychiques.
John Cullum, un habitant du Maine très terre-à-terre qui va se révéler d'un grand secours pour Roland et Eddie. Il est chargé par Roland et Eddie de créer la Tet Corporation avec l'aide de Pop Moses Carver et Aaron Deepneau, et deviendra l'un des membres du ka-tet de la rose. Essayant de stopper l'avancée des entreprises Sombra et North Central Positronics, contrôlées par les agents du Roi Cramoisi, il sera abattu en 1989.
Moses Isaac Carver, dit Pop Moses, parrain de Susannah, est l'un des « pères fondateurs » du Ka-Tet de la rose. Président de la Tet Corporation aux côtés de John Cullum et Aaron Deepneau, il reçoit Roland en 1999 et le salue comme étant, à 101 ans, le dinh et dernier membre du ka-tet de la rose.
Patrick Danville, apparaissant brièvement dans Insomnie, est un dessinateur exceptionnel, devenu prisonnier du vampire empathique qu'est Dandelo. Celui-ci lui a coupé la langue et se nourrit des émotions de Patrick. C'est Susannah qui délivrera Patrick, et lui permettra ainsi d'aider le Pistolero dans sa dernière tâche.

### Antagonistes
Le Roi Cramoisi, qui rêve de détruire la Tour sombre, est le principal adversaire de Roland de par ses immenses pouvoirs ainsi que les nombreux serviteurs dont il dispose.
Randall Flagg, l'homme en noir aux multiples identités, méchant récurrent de l'œuvre de Stephen King, est un puissant sorcier suivant ses propres desseins.
Mordred Deschain, est à la fois le fils de Roland et celui du Roi Cramoisi, porté par Susannah sous l'emprise d'un démon nommé Mia (les deux pouvant être vues comme sa mère). Pouvant prendre une forme humaine comme celle d'une araignée géante, il est guidé par la haine et la jalousie.
Blaine le Mono, une intelligence artificielle résidant dans un monorail ainsi que sous la ville de Lud et ayant perdu la raison à cause du manque d'entretien de ses systèmes.
Enrico Balazar, dirigeant d'une organisation mafieuse de New York qui exerce des pressions sur Calvin Tower pour qu'il vende son terrain. Son lieutenant est Jack Andolini.
Andrew Quick, l'homme tic-tac, dirige l'une des factions de la cité de Lud et organise l'enlèvement de Jake.
Pimli Prentiss, au service du Roi Cramoisi, qui a la responsabilité du camp de briseurs d'Algul Siento.

### Personnages du passé
Susan Delgado, le seul grand amour de Roland qu'il a connu dans la baronnie de Mejis alors que tous deux étaient adolescents.
Cuthbert Allgood, ami d'enfance de Roland, proche d'Eddie par son caractère et son sens de l'humour.
Alain Johns, un autre ami d'enfance de Roland, calme et pondéré et ayant, tout comme Jake, des pressentiments (il possède comme lui le don du « shining »).
Cortland Andrus, dit Cort, qui a enseigné à Roland à être un pistolero à travers ses dures leçons.
Sheemie Ruiz, jeune garçon de salle légèrement retardé qui se prend d'amitié pour Roland et Cuthbert alors qu'ils sont à Mejis. Roland le retrouvera bien plus tard à Algul Siento.
Eldred Jonas, pistolero ayant « échoué » à son rite de passage, et donc banni de Gilead, qui est chargé des opérations de la rébellion de John Farson dans la région de Mejis. Il dirige le groupe des « Grands chasseurs du cercueil » qui comprend Clay Reynolds et Roy Depape. C'est un ennemi farouche et acharné du premier Ka-tet de Roland.
Rhéa du Cöos, vieille sorcière des environs de Mejis possédant l'une des treize boules de cristal de l'arc-en-ciel du magicien (la boule rose), objets magiques et maléfiques très puissants. Elle est profondément jalouse de la jeunesse et de la fraîcheur de Susan Delgado dont elle est chargée de vérifier la virginité au début de Magie et Cristal.

## Liens avec les autres œuvres de Stephen King
- Salem : apparition dans un rôle secondaire du personnage du père Callahan que l'on retrouve dans les trois derniers livres du cycle et qui raconte son histoire depuis qu'il est parti de Jerusalem's Lot.

- Shining : le personnage de Daniel Torrance a un don de prémonition et de pressentiment comme certaines personnes dans le cycle de La Tour sombre. Dans les romans, ce don est d'ailleurs appelé Shining ; Alain et Jake sont tous deux particulièrement sensibles à ce don.

- Le Fléau : le personnage de Randall Flagg y joue un rôle majeur ; Andrew Quick répète à Flagg la phrase « Ma vie pour toi » comme le faisait la Poubelle dans Le Fléau ; Roland et son ka-tet visitent dans Magie et Cristal une version de la ville de Topeka ravagée par la super-grippe.

- Dead Zone : dans le dernier volume de La Tour sombre, le robot Nigel lit le roman Dead Zone.

- La Méthode respiratoire : une brève allusion aux briseurs y est faite lorsque le personnage de David trouve un livre portant ce titre dont l'auteur, dont nulle trace d'existence n'est trouvée, pourrait être lui-même un briseur selon le personnage de Stevens.

- Les Yeux du dragon : Randall Flagg y est encore le méchant de l'histoire ; Roland dit avoir rencontré Thomas et Dennis, deux des personnages principaux de cette histoire ; les royaumes de Delain et Garlan où se situe l'histoire sont mentionnés plusieurs fois dans la saga.

- Le Talisman : le concept des doubles (personnes existantes dans différents mondes sous des identités différentes), mentionné dans La Tour sombre, y est expliqué.

- Brume : la brume provient d'une faille entre deux mondes ayant créé un espace vaadash similaire aux tramées décrites dans le cycle et dans lesquelles vivent des créatures semblables.

- Ça : la Tortue, qui est la plus importante des douze gardiens des rayons dans la saga, apparaît dans ce livre comme l'ennemie de Ça ; un robot surnommé Bill le bègue (surnom du personnage de William Denbrough dans Ça) apparaît dans le dernier volume.

- Bazaar : le personnage de Leland Gaunt, surnommé le colporteur, s'empare d'âmes (qu'il met dans un sac) dans ce roman alors que dans Magie et Cristal est mentionnée la lune du colporteur qui est décrite comme ressemblant à un vieil homme portant un « sac d'âmes couinantes » ; le personnage d'Alan Pangborn fait référence à « la venue du Blanc » à la fin du roman, terme également employé dans la saga.

- Insomnie : les personnages de Patrick Danville et du Roi Cramoisi figurent dans ce roman, le second essayant d'y assassiner le premier ; de nombreuses allusions à la Tour sombre et au ka y sont faites ; Patrick Danville y fait un dessin de la Tour sombre entourée par un champ de roses avec un cowboy, que Patrick nomme comme étant Roland, marchant vers elle.

- Rose Madder : le personnage de Dorcas parle à Rosie de la notion de ka et de la cité de Lud (que le ka-tet de Roland découvre dans Terres perdues).

- Désolation : Tak, la créature que combattent les personnages du livre, emploie le terme de can-toi également utilisé dans La Tour sombre pour désigner des serviteurs du Roi Cramoisi, hybrides entre humains et animaux.

- Sac d'os : le nombre 19, d'une grande importance dans la saga, apparaît également tout au long de ce roman.

- Cœurs perdus en Atlantide : apparition du personnage de Ted Brautigan, jouant un grand rôle dans cette histoire, et que l'on retrouve dans le dernier volume du cycle, sa fonction de briseur de rayons y étant expliquée ; le personnage de Carol Gerber est entraînée dans ses activités illégales par un certain Raymond Fiegler, les initiales RF étant invariablement utilisées par Randall Flagg.

- Territoires : le personnage de Parkus parle à Jack Sawyer de Roland et de son ka-tet engagés dans une quête ; les références au Roi Cramoisi ainsi qu'aux briseurs, au ka et aux rayons y sont nombreuses ; la fin de ce roman se déroule en partie dans la contrée de Tonnefoudre qui est traversée par Roland et ses amis ; le mot opoponax qui obsède Jack Sawyer au début du roman est le nom de la plume que se passent les villageois de La Calla lorsqu'ils veulent prendre la parole en public.

- Tout est fatal : le personnage de Dinky Earnshaw, que l'on retrouve dans le dernier volume de la saga, tient le rôle principal de la nouvelle éponyme ; la nouvelle Les Petites Sœurs d'Éluria est une aventure de Roland servant de préquelle au cycle.

- Roadmaster : la Buick de ce roman semble être une sorte de portail vaadash et les créatures qui s'en échappent semblables à celles de Brume.
- Le Bazar des mauvais rêves : dans la nouvelle Ur, le personnage principal reçoit une liseuse électronique Kindle rose qui lui donne accès aux œuvres d'Hemingway parues dans plusieurs mondes parallèles. Les crapules en manteau jaune apparaissent aussi dans l'histoire et la Tour Sombre est explicitement mentionnée.

## Adaptation en bande dessinée
Marvel Comics a débuté l'adaptation BD de la franchise en sept mini-séries. Le premier arc narratif est paru en mensuel depuis février 2007. Il est disponible en français, en version reliée et cartonnée, de plusieurs tomes. Ce premier récit traite de la naissance et de la genèse du héros principal, Roland de Gilead. Les sept chapitres composant The Gunslinger Born sont édités depuis août 2007 et largement inspirés d'évènements narrés dans Magie et Cristal.
The Long Road Home a débuté en mars 2008, au même rythme de parution que les préquelles. Ces cinq volumes ont pour thème le trajet-retour de Roland vers Gilead, soit une histoire inédite. Elle n'est en effet pas relatée dans l'œuvre originale. La même équipe de créateurs et d'illustrateurs de The Gunslinger Born reprend donc la narration, immédiatement depuis la première mini-série.
Le premier cycle intitulé The Dark Tower rassemble les six premiers arcs narratifs (The Gunslinger Born , The Long Road Home, Treachery, The Sorcerer, The Fall of Gilead et The Battle of Jericho Hill).
Le deuxième cycle intitulé The Dark Tower: The Gunslinger rassemble huit arcs narratifs (The Journey Begins, The Little Sisters of Eluria, The Battle of Tull, The Way Station, The Man in Black, Sheemie's Tale, Evil Ground et So Fell Lord Perth).
Le troisième cycle, intitulé The Drawing of the Three rassemble trois arcs narratifs (The Prisoner, House of Cards et The Lady of Shadows).

## Adaptation cinématographique et télévisuelle
Un passage à l'écran est depuis longtemps sous forme de projet. L'écrivain semble tout d'abord avoir accordé les droits télévisuels aux créateurs de la série Lost : Les Disparus. Le tournage du premier des sept films de l'adaptation doit débuter en 2010, d'après des informations disponibles sur le blog de MTV. Mais J. J. Abrams quitte finalement le projet en novembre 2009, ce qui remet un temps en cause la possibilité d'une adaptation.
Pourtant, en 2010, des pourparlers concernant une adaptation pour une série et une trilogie cinématographique, réunissent auteur et producteurs. Le 8 septembre 2010, NBC et Universal Pictures confirment mettre en chantier une trilogie de films ainsi qu'une série télévisée basée sur la Tour sombre, ayant acquis les droits des romans, de la nouvelle Les Petites Sœurs d'Éluria et des comics. Ron Howard sera à la réalisation pour le premier film et la première saison de la série, et Akiva Goldsman est chargé du scénario. Il est prévu que l'adaptation débute par un premier film, suivi par la première saison de la série, puis un second film (sur la jeunesse de Roland), une seconde saison, un troisième film et finalement une ou plusieurs saisons de la série pour terminer. La sortie du premier film est planifiée pour la date du 17 mai 2013 par Universal Pictures. Début 2011, les producteurs évoquent, pour le rôle principal de Roland Deschain, les acteurs Viggo Mortensen et Javier Bardem comme étant leurs priorités.
Toutefois, Universal se retire du projet le 18 juillet 2011, Ron Meyer, directeur d'Universal, le trouvant trop risqué financièrement. En dépit de cela, Howard et Brian Grazer confirment que l'adaptation est toujours à l'ordre du jour et qu'ils cherchent un nouveau financement, HBO étant susceptible de reprendre la partie télévisée du projet. En août 2012, Warner Bros. décide à son tour de ne pas financer le projet, le studio de production Media Rights Capital restant le dernier candidat susceptible de le mettre en chantier.
Le projet, longtemps au point mort, rebondit en avril 2015 lorsque Sony Pictures Entertainment, à la recherche d'une franchise de films à exploiter, annonce son intention de le relancer en association avec Media Rights Capital. Une nouvelle version du scénario pour un premier film est écrite par Akiva Goldsman et Jeff Pinkner. En juillet 2015, Sony Pictures Entertainment annonce l'engagement du metteur en scène danois Nikolaj Arcel pour diriger le premier film de cette adaptation audiovisuelle après avoir réécrit le script en compagnie de son compatriote et ami Anders Thomas Jensen.
Le 1er mars 2016, Stephen King lui-même confirme la présence d'Idris Elba et de Matthew McConaughey au casting de l'adaptation cinématographique de La Tour sombre, dont le tournage commence en avril 2016. Le film, sorti en 2017, est un échec critique et commercial.